# آمیران کاردانوف
آمیران کاردانوف (انگلیسی: Amiran Kardanov؛ زادهٔ ۱۹ اوت ۱۹۷۶) کشتی‌گیر پیشین اوستیایی‌تبار است که در دسته‌های وزنی ۵۴ و ۵۵ کیلوگرم کشتی آزاد برای یونان رقابت می‌کرد. او مدال برنز المپیک ۲۰۰۰ سیدنی و دو مدال نقره (۲۰۰۱، ۲۰۰۳) و دو برنز (۱۹۹۸، ۲۰۰۶) را از مسابقات قهرمانی کشتی اروپا کسب کرد.